# Frauendienst
Der Frauendienst (Vrouwen dienest) ist ein mittelhochdeutsches Werk von Ulrich von Liechtenstein und entstand im Jahr 1255. Es besteht aus 1850 epischen Strophen, 57 Liedern, einem Leich, drei Büchlein und sieben Briefen. Das Werk gilt als das erste in Ich-Form geschriebene Epos in deutscher Sprache. 

## Handlung
Der Frauendienst schildert das Leben, die Abenteuer und vor allem das Minneverhältnis des Ritters Ulrich zu zwei von ihm verehrten Damen. Das Werk gliedert sich demnach auch in einen ersten und einen zweiten Dienst.

### Erster Dienst (8–1389)
Die 32 einleitenden Strophen des Frauendienstes erzählen von der Kindheit des Protagonisten. Ulrich beschreibt eine Minne von kinde an, er ist also für die Minne geboren. Er entschließt sich schon in jungen Jahren, Minneritter zu werden und sich in den Dienst von Frauen zu stellen. Im Alter von zwölf Jahren verliebt sich Ulrich während seines Pagendienstes in die Dame des Hausherrn und beschließt, sich in ihren Dienst zu stellen. Von nun an folgt ein Frauenpreis nach dem anderen. Für den Protagonisten zählt nur mehr die Auserwählte. Mit 24 Jahren endet seine Kindheitsgeschichte mit der Schilderung der großen Hochzeitsfeier der Tochter Leopolds von Österreich in Wien, in deren Rahmen er seine Schwertleite erhält.
Danach bestreitet er zahlreiche Turniere, alle – wie er immer wieder ausdrücklich betont – im Dienste seiner vrowe. Einige Zeit später lässt er der Dame durch eine Verwandte ein Lied zukommen, in dem er ihr seine Dienste anbietet. Diese lehnt das Angebot jedoch ab und begründet die Entscheidung u. a. mit dem "verunstalteten Mund" des Ritters. (Wahrscheinlich ist mit dem "verunstalteten Mund" metaphorisch das vorlaute Mundwerk des Protagonisten gemeint und nicht eine pathologische Verunstaltung in Form einer Lippenspalte.) Als Ulrich diese Nachricht empfängt, ist er sehr betrübt. Doch sogleich entschließt er sich – die Nachricht der Herrin wörtlich nehmend – seinen "verunstalteten Mund" operieren zu lassen. 
Nach der, von Ulrich durchaus realistisch beschriebenen und somit als im Mittelalter bekannt vorauszusetzenden plastisch-chirurgischen Operation in Graz, die er bei vollem Bewusstsein über sich ergehen ließ, lässt er die Dame davon in Kenntnis setzen. Sie gewährt ihm daraufhin ein erstes Treffen. Aufgrund des schönen Anblicks der Dame bringt er jedoch kein Wort über seine Lippen und lässt somit auch diese Chance auf eine Annäherung ungenutzt. Trotzdem beteuert er wieder, ihr zu dienen. Folglich nimmt er als grüner Ritter verkleidet am großen Friesacher Turnier teil und lässt die Dame wieder über seine Erfolge benachrichtigen. Sie erteilt Ulrich aber erneut eine Absage. 
Trotzdem lässt er sich von seinem Ziel nicht abbringen. Für seine vrowe bestreitet er weiterhin Turniere, preist sie und nimmt für sie viele Unannehmlichkeiten in Kauf. So kommt es zum Beispiel während eines Turniers in Brixen zu einem Unfall, bei dem Ulrich am Finger verletzt wird. Durch Missverständnisse zwischen Ulrich und seiner vrowe bezichtigt sie ihn der Lüge und lehnt ein Dienstverhältnis ein weiteres Mal ab. Voller Verzweiflung lässt Ulrich seinen Finger abschlagen und ihn an die Dame versenden. Obwohl diese die Geste erschüttert, fühlt sie sich, wie es scheint, geehrt, denn sie gewährt ihm, seine nächste Turnierfahrt in ihrem Dienste anzutreten. 
Daraufhin beginnt die große und aufwendige Venusfahrt: In prachtvollen Damenkleidern als Frau Venus verkleidet und auf einem wunderschönen Pferd zieht Ulrich 29 Tage lang von Venedig nach Böhmen und bestreitet ein Turnier nach dem anderen. Doch auch diese ehrenvolle Tat kann die vrowe nicht von einem Dienstverhältnis überzeugen. Sie gewährt ihm noch einmal ein Treffen, bei dem sich Ulrich, als Aussätziger verkleidet, in einer Nacht im Graben ihrer Burg verstecken sollte, von wo man ihn zu ihr bringen würde. Im entscheidenden Moment passiert jedoch ein Unglück, das auch dieses Treffen scheitern lässt. Voller Verzweiflung will sich Ulrich daraufhin das Leben nehmen, was aber doch noch verhindert werden kann. 
Den folgenden Sommer nutzt er für weitere Turniere. Plötzlich erreicht ihn eine Nachricht der Herrin, die ihn wieder hoffen lässt: Ulrich solle für die Dame eine Fahrt über das Meer wagen. Wenn ihm das gelänge, wäre sie bereit, seinen Minnedienst anzunehmen. Bereitwillig entschließt sich Ulrich, die Fahrt anzutreten, dichtet der vrowe ein Büchlein und drei Lieder und lässt sie ihr zukommen. Diese freut sich sehr darüber und erlässt Ulrich die gefährliche Fahrt. Im Sommer darauf bricht der Protagonist den Frauendienst zu seiner Angebeteten plötzlich ab. Genauere Umstände erfährt der Leser nicht. Nur, dass die vrowe eine Untat begangen hat, die er nicht näher ausführen möchte, gibt er preis. Es muss wohl etwas überaus Schlimmes gewesen sein, denn Ulrich beschließt, nie wieder in seinem Leben einer Frau zu dienen. Der erste Dienst ist somit beendet.

### Zweiter Dienst (1390–1835)
Lange Zeit und viele Klagen später fühlt sich Ulrich dann aber doch wieder imstande, einer Frau zu dienen. Es gibt zu diesem Zeitpunkt seines Lebens bereits eine Frau, in deren Dienst er sich stellen möchte. Auch dieser vrowe widmet er eine große und aufwendige Turnierfahrt, diesmal als König Artus verkleidet. Nachdem diese Fahrt beendet ist, folgen eine Reihe von traurigen Ereignissen. Zuerst wird Herzog Friedrich erschlagen, was eine große Not in Österreich zur Folge hat. Dann wird Ulrich für ein Jahr und drei Wochen in Gefangenschaft genommen. Befreiungsversuche durch seine Freunde scheitern. Nur die Minne zu seiner vrowe erhält ihn am Leben. Er schreibt ihr Lieder und versichert ihr immer wieder, dass er ihr bis zu seinem Tode dienen wird. Diese schlimmen Ereignisse haben jedoch zur Folge, dass sein Haar ergraut und er die Freude am Dichten verliert.

### Didaxe (1753–1835)
Ulrich warnt die Frauen vor Männern, die nur schnelle Liebe im Sinn haben und berät die Männer, wie sie Frauengunst erlangen können. 

### Epilog (1836–1850)
Im Epilog erklärt Ulrich, dass er wisse, dass es unehrenhaft sei, über sein eigenes Leben zu schreiben, doch er habe dies im Auftrag seiner Herrin getan, deren Wunsch es war und dem es nachzukommen gelte. Er nennt das Werk selbst vrowen dienst.

## Textprobe
Ulrich ist dafür bekannt, eine humoristische, oft groteske Dichtung geschaffen zu haben. Eine seiner skurril-komischen Szenen ist die berühmte "Handwaschwasserszene". Darin schildert er, wie er während seines Pagendienstes am Hof seiner vrowe deren Handwaschwasser aus Liebe zu ihr trinkt:
Handwaschwasserszene

Min vreude war vil ofte groz,

swenne ich kom, da man wazer goz

der herzen lieben vrowen min

uf ir vil wizen hendelin.

daz wazer, da mit si sich twuoc,

verholn ich daz von danne truoc,

vor liebe ich ez gar uz tranc;

da von so wart min truren cranc.
sinngemäße Übersetzung

Meine Freude war immer wieder riesengroß

wenn ich gerade kam, als man das Wasser

meiner herzenliebsten Herrin

über ihre weißen Hände goss. 

Das Wasser, womit sie sich wusch, 

das trug ich heimlich davon, 

und trank es vor Liebe restlos aus; 

das verringerte meine Traurigkeit. 
Ulrich von Liechtenstein: Frauendienst, FD 25,1-8

## Der Aspekt der Autobiographie
Drei wesentliche Aspekte tragen dazu bei, Ulrichs von Liechtenstein Frauendienst in die Gattung der Autobiographie des 19. Jahrhunderts einstufen zu wollen: Erstens wird der gesamte Text in der Ich-Perspektive erzählt. Weil Ulrich zudem ein bedeutender und durch 94 Urkunden belegbarer und somit fassbarer Mann war, liegt die Annahme, er erzähle sein eigenes Leben, nah. Zweitens nennt der Protagonist nicht nur sich selbst namentlich, sondern auch zahlreiche andere Personen und Orte, die historisch nachweisbar sind. Und drittens versichert der Autor zu Beginn des Werkes, dass er die reine Wahrheit erzählt: ich hab daz liegen dran versworn (FD 7,8) (Übersetzung: und jedes Lügen liegt mir fern). 
All diese Tatsachen verlocken dazu, das Werk in die Gattung Autobiographie einzuordnen. Doch darf nicht übersehen werden, dass Ulrich auch vieles unerwähnt lässt: Er berichtet zum Beispiel von keinerlei politischen und juridischen Aktivitäten in seinem Leben, die durch die Urkunden mit seiner Person aber zweifelsohne in Verbindung gebracht werden können. Er führt zwar historisch belegbare Personen an, die Existenz mancher kann aber oft gar nicht oder zu dieser Zeit nicht nachgewiesen werden. Außerdem gibt er den Namen der wichtigsten Figur seines Werks, nämlich den der Protagonistin, nicht preis.
Der Frauendienst ist also vermutlich keine Autobiographie, sondern der erste in Ich-Form geschriebene Roman in deutscher Sprache oder allenfalls eine fiktive Autobiographie, d. h. ein Roman, der historisch belegbare Elemente beinhaltet, jedoch keine Aussagen, die nachweislich auf eine Autobiographie hinweisen. Die Ich-Figur namens Ulrich ist somit eine fiktive Figur, und nicht mit der realen Person Ulrich von Liechtenstein gleichzusetzen, auch wenn der Roman in seinem Handlungsraum realhistorische Tatsachen beinhaltet.

## Die Intention Ulrichs
Während die beiden Minnesänger Walther von der Vogelweide und Neidhart, die zur Zeit Ulrichs lebten, professionelle Künstler waren, die für ihren Lebensunterhalt dichteten und sangen, tat dies der Liechtensteiner nur aus Freude an der Kunst bzw. um innerhalb seiner Standesgenossenschaft auf sich aufmerksam zu machen. Anders als die so genannten Lohndichter war Ulrich von Geburt an finanziell unabhängig. Die spätere Generation der steirischen Minnesänger, wie z. B. Rudolf von Stadeck, Herrand von Wildon und der Sunecker, trugen ihre eigenen Lieder vermutlich gemeinsam mit Ulrichs Liedern in ihrer Heimat aber auch in der Ferne vor, sodass Ulrichs Lieder letztlich für würdig erachtet wurden, in die Manessische Liederhandschrift eingetragen zu werden. Somit hat Ulrich es geschafft, seine Visitenkarte für die Nachwelt zu hinterlassen, was wahrscheinlich eine Absicht hinter seinem literarischen Schaffen war.

## Textstruktur und Entstehung
Bei dem Werk handelt es sich um keinen gewöhnlichen homogenen, in sich geschlossenen Text, sondern um eine Art Sammelwerk eines Einzelnen. Das Maere, der epische Teil, besteht aus 1850 Strophen zu je acht paarweise gereimten männlichen Vierhebern und ist sozusagen der Rahmen für das lyrische Werk des Autors, denn in diesen epischen Teil hat Ulrich seine 57 Lieder, einen Leich, drei Büchlein und sieben Briefe eingestreut. Man könnte von einem "Super-Text" sprechen, der viele kleine, abgeschlossene Texte in sich vereint. 
Über die Entstehung des Frauendienstes waren sich die Forscher lange Zeit nicht einig und auch heutzutage gibt es noch sehr unterschiedliche Meinungen zu diesem Thema. Faktum ist, dass sich der Stellenwert der Lieder, Büchlein und Briefe im Laufe des Werkes genauso ändert, wie der des epischen Textes, dem Maere. Während die Einlagen beim Bericht des ersten Minnedienstes geradezu exemplarisch eingesetzt werden und quasi als Beweise zum eben Erzählten dienen, rücken sie fast unbemerkt aber doch kontinuierlich immer weiter in den Vordergrund, bis sie schließlich im zweiten Dienst fast selbständig sind. Das Maere fungiert im ersten Dienst sozusagen als Lebensbericht, im zweiten hingegen eher als Paraphrase oder literarischer Kommentar (razos) zu den Liedern. 
Die ältere Forschung ging davon aus, dass der Frauendienst chronologisch verfasst worden ist und eine Art Lebenslauf Ulrichs darstellte, was zur Folge hatte, dass er als historisches Zeugnis gesehen und damit die Realität verfälscht wurde. Heutzutage ist man davon überzeugt, dass Ulrich das Maere erst verfasst hat, als die Einlagen bereits vorhanden waren, und zwar in einer festen, biographisch-chronologischen Anordnung. Der Text ist also eine rekonstruierte Konstruktion eines Mannes, der sich durch raffinierte Selbststilisierung zum Helden seines eigenen Romans gemacht hat.

## Rezeptionsgeschichte

### Überlieferung
Der Frauendienst ist, bis auf zwei Lücken, in der Pergamenthandschrift Cgm 44 (HS M; Münchner Staatsbibliothek) aus dem 13. Jahrhundert vollständig enthalten. Weiters beinhaltet die Augsburger Pergamenthandschrift germ. 10 (HS A; Staats- und Stadtbibliothek) aus dem 13. Jahrhundert ein Blatt des Werks. Drei Stücke eines Doppelblattes finden sich außerdem am Einband der Fischmeisteramtsrechnungen Landshut 1510 (HS L; Staatsarchiv) aus dem 13. Jahrhundert. 
55 von 58 Liedern Ulrichs sind im Rahmen des Frauendienstes in der Pergamenthandschrift Cgm 44 (HS M; Münchner Staatsbibliothek) aus dem 13. Jahrhundert überliefert. Durch die Textverluste des Cgm 44 fehlen jedoch drei Lieder. In der Großen Heidelberger Liederhandschrift Cpg 848 (Codex Manesse) aus dem 13. Jahrhundert finden sich auf den Blättern 237r – 247r Ulrichs Lieder in der gleichen Reihenfolge wie im Frauendienst wieder. Das Minne-Epos war dem Illustrator des Codex Manesse wohl bekannt, die unmittelbare Vorlage enthielt jedoch nur die Lieder. Bis auf den Leich und einige Lieder und Strophen ist das lyrische Werk Ulrichs vollständig.

### Rezeption
Weil der Frauendienst nicht zu den am häufigsten bearbeiteten mittelalterlichen Werken gehörte, sind auch dessen Neubearbeitungen im 19. und 20. Jahrhundert, verglichen mit z. B. dem Nibelungen- oder dem Artusstoff, eher spärlich. Die Prosa-Übertragung (1812) durch Ludwig Tieck machte den Anfang der Rezeptionen. Zwischen 1830 und 1832 vertonte der Musiker Felix Mendelssohn Bartholdy einige Lieder Ulrichs. Wilhelm Fischer publizierte 1898 seine Novelle Ulrich von Liechtenstein, die die Liebesgeschichte zwischen Ulrich und seiner späteren Frau Perchta von Weißenstein ins Zentrum rückt. Die triviale Rittergeschichte Ulrich von Liechtenstein (1902) von Carl Felix von Schlichtegroll handelt von der Abhängigkeit des Mannes von der gestrengen Dame. 1928 folgte eine lyrische Bearbeitung des Frauendienstes von Will Vesper. Auch Gerhart Hauptmann nahm sich der Ulrich-Thematik an: Er verfasste eine Komödie über den Helden, die 1939 am Burgtheater in Wien uraufgeführt wurde. Im selben Jahr noch erschien die Geschichte Frau Venus zieht durchs Kärntnerland von Luise George Bachmann. Weiters findet man ein Lied Ulrichs in Hugo von Hofmannsthals Theaterstück Jedermann. 1979 erschien in der Zeitschrift G – Geschichte mit Pfiff eine kurze Erzählung von Gerhard Fink mit dem Namen Ein guter Mann, nur etwas wunderlich… Von den Leiden eines Ritters im Minnedienst – und was seine Frau darüber denkt. Helmut Birkhan und Martin Neubauer gingen 1981 einen ganz neuen Weg der Frauendienst-Rezeption: Sie setzen den Protagonisten Ulrich auf sechs Seiten als Comichelden in Szene. Die Intention, die dahinter steckt, ist, die mittelalterliche Geschichte spielerisch zu vermitteln.
Als erste Neubearbeitung des Ritterepos im 21. Jahrhundert gilt der Abenteuerfilm Ritter aus Leidenschaft. Eigentlich kann bei dieser Hollywoodproduktion nicht direkt von einer Frauendienst-Rezeption die Rede sein, da nur sehr wenige Parallelen zwischen Ulrichs Werk und dem Film bestehen. Aber immerhin, der Protagonist des Films heißt, wenn auch nur als Pseudonym verwendet, Ulrich von Liechtenstein. Doch nicht nur der Name erinnert an den Helden des Frauendienstes. Auch die Tatsache, dass der tapfere Turnierkämpfer hartnäckig um das Ansehen seiner Auserwählten kämpft und für ihre Liebe sogar auf Ruhm verzichten würde, ähnelt dem Charakter des Protagonisten des Frauendienstes sehr.
Die jüngste Rezeption des steirischen Minnesängers stammt vom Opern- und Konzertsänger, bzw. pensionierten Juristen Eberhard Kummer, der in Zusammenarbeit mit der Karl-Franzens-Universität Graz im Juni 2008 unter dem Titel Klingende Liebeskunst des Mittelalters. Ulrich von Liechtenstein trifft Walther von der Vogelweide und Neidhart. ein Konzert im Lesesaal der Hauptbibliothek veranstaltete. Es wurden ausgewählte Lieder aus dem Frauendienst vertont und von Eberhard Kummer gesungen und auf der Harfe begleitet. Dabei sollte vor allem auf die bislang unterschätzte Bedeutung Ulrichs von Liechtenstein für die Entwicklung des Minnesangs aufmerksam gemacht werden. 2012 erschien unter dem Titel "Ulrich von Liechtenstein - daz herze mîn ist minne wunt" ein Tonträger mit einem Teil der Lieder Ulrichs. Er erschien beim Label vox medii aevi mit Unterstützung der Karl-Franzens-Universität Graz.

## Textausgaben
- Franz Viktor Spechtler (Hrsg.): Frauendienst. Ulrich von Liechtenstein. (= Göppinger Arbeiten zur Germanistik; Band 485), Göppingen, 2003 ISBN 3-87452-721-2.
- Franz Viktor Spechtler (Hrsg.): Ulrich von Liechtenstein. Frauendienst. Aus dem Mittelhochdeutschen ins Neuhochdeutsche übersetzt. (= Europa erlesen. Literaturschauplatz.) Klagenfurt 2000, ISBN 3-85129-309-6.
- Ursula Peters (Hrsg.): Frauendienst (Jugendgeschichte). In Abbildungen aus dem Münchner Cod. germ. 44 und der Großen Heidelberger Liederhandschrift. (= Litterae; Nr. 17), Göppingen 1973, ISBN 3-87452-147-8.